# Ward Cunningham
Howard G. Cunningham (26 de maig de 1949) és un programador, conegut sobretot per haver creat el primer lloc wiki, el WikiWikiWeb, que és part del Portland Pattern Repository de Portland (Oregon), el 1995. El lloc, encara actiu, s'especialitza en projectes personals i en patrons de disseny i manté un registre històric informal d'idees en programació.
Cunningham explica que el concepte del wiki se li va ocórrer al final dels anys 1980, i ho va implantar inicialment com una pila Hypercard.
És coautor (amb Bo Leuf) del llibre The Wiki Way (2001). Va fundar l'empresa de consultoria Cunningham & Cunningham, Inc., va ser director d'investigació i desenvolupament de Wyatt Software i enginyer principal a Tektronix Computer Research Laboratory. Ward és conegut per les seves contribucions a la pràctica del desenvolupament de programació orientada a objectes, la metodologia de desenvolupament de software denominada Programació Extrema i les comunitats allotjades a la seva WikiWikiWeb. És fundador del Hillside Group i ha estat director del comitè de programa de la conferència sobre patrons de disseny. Des del desembre de 2003 i fins a l'octubre de 2005 va treballar per Microsoft en el grup pràctiques i patrons. Des de l'octubre de 2005, és el director del Committer Community Development de la Fundación Eclipse.
És membre del comitè assessor de la Fundació Wikimedia.
Cunningham va ser un ponent principal a les tres primeres instàncies de la sèrie de conferències WikiSym sobre recerca i pràctica de wiki, i també a la Cimera de Desenvolupadors de Wikimedia 2017.

## Biografia
Howard G. Cunningham va néixer a Michigan City, Indiana, el 26 de maig de 1949. Va créixer a Highland, Indiana, i es va quedar allà durant l'escola secundària. Va rebre la seva llicenciatura en enginyeria interdisciplinària (enginyeria elèctrica i informàtica) i el seu màster en informàtica per la Universitat de Purdue, es va graduar el 1978. És cofundador de Cunningham & Cunningham, una consultoria de programari que va iniciar amb la seva dona. També ha estat director d'R+D a Wyatt Software i com a enginyer principal al Tektronix Computer Research Laboratory. És fundador de The Hillside Group i ha exercit com a president del programa de la conferència Pattern Languages of Programming que patrocina. Cunningham formava part de la comunitat Smalltalk.
Des de desembre de 2003 fins a octubre de 2005, Cunningham va treballar per a Microsoft al grup Patrons i pràctiques. Des d'octubre de 2005 fins a maig de 2007, va ocupar el càrrec de director de Committer Community Development a la Fundació Eclipse. El maig de 2009, es va incorporar a AboutUs com a director de tecnologia. El 24 de març de 2011, The Oregonian va informar que Cunningham havia marxat d'AboutUs per unir-se a CitizenGlobal, amb seu a Venice Beach, una startup que treballava en contingut de vídeo multitudinari, com a director de tecnologia i tsar de co-creació. Continua sent un assessor d'AboutUs. Cunningham va deixar CitizenGlobal i ara és programador a New Relic.

## Idees i invents
Cunningham és conegut per algunes idees àmpliament difoses que va originar i desenvolupar. Els més famosos d'entre aquests són el wiki i moltes idees en el camp dels patrons de disseny de programari, popularitzats per la Gang of Four (GoF). És propietari de l'empresa Cunningham & Cunningham Inc., una consultoria especialitzada en programació orientada a objectes. Va encunyar el concepte de deute tècnic i va ampliar la idea el 1992. Va crear el lloc (i el programari) WikiWikiWeb, el primer wiki d'Internet, el 1995.
Quan li van preguntar en una entrevista de 2006 a internetnews.com si considerava patentar el concepte wiki, va explicar que pensava que la idea «sonava com una cosa per la qual ningú voldria pagar diners».
A Cunningham li interessa fer un seguiment del nombre i la ubicació de les edicions de la pàgina wiki com a experiment sociològic i fins i tot pot considerar la degradació d'una pàgina wiki com a part del seu procés d'estabilitat. «Hi ha qui dona i qui pren. Pots saber-ho llegint el que escriuen».
El 2011, Cunningham va crear Smallest Federated Wiki, una eina per a la federació de wikis, que aplica aspectes del desenvolupament de programari com ara la bifurcació a les pàgines wiki. Va signar el Manifest per al desenvolupament de programari àgil.
Cunningham ha contribuït a la pràctica de la programació orientada a objectes, en particular l'ús de llenguatges de patrons i (amb Kent Beck) les targetes de col·laboració de responsabilitat de classe. També contribueix a la metodologia de desenvolupament de programari de programació extrema. Gran part d'aquest treball es va fer de manera col·laborativa al primer lloc wiki.

### La llei de Cunningham
A Cunningham se li atribueix la idea: «La millor manera d'obtenir la resposta correcta a Internet és no fer una pregunta; és publicar la resposta incorrecta». Això fa referència a l'observació que la gent corregeix més ràpidament una resposta incorrecta que no pas una pregunta. Segons Steven McGeady, Cunningham el va aconsellar per capritx a principis dels anys vuitanta, i McGeady va batejar aquesta llei de Cunningham. Tot i que originàriament es referia a les interaccions a Usenet, la llei s'ha utilitzat per descriure com funcionen altres comunitats en línia, com ara la Viquipèdia. El mateix Cunningham nega la propietat de la llei, qualificant-la de «cita errònia que es desmenteix propagant-se a través d'Internet».

### El conceptewiki
Quan se li va preguntar en una entrevista del 2006 a internetnews.com si considerava patentar el concepte wiki, va explicar que pensava que la idea «simplement sonava com una cosa per la qual ningú no voldria pagar diners».

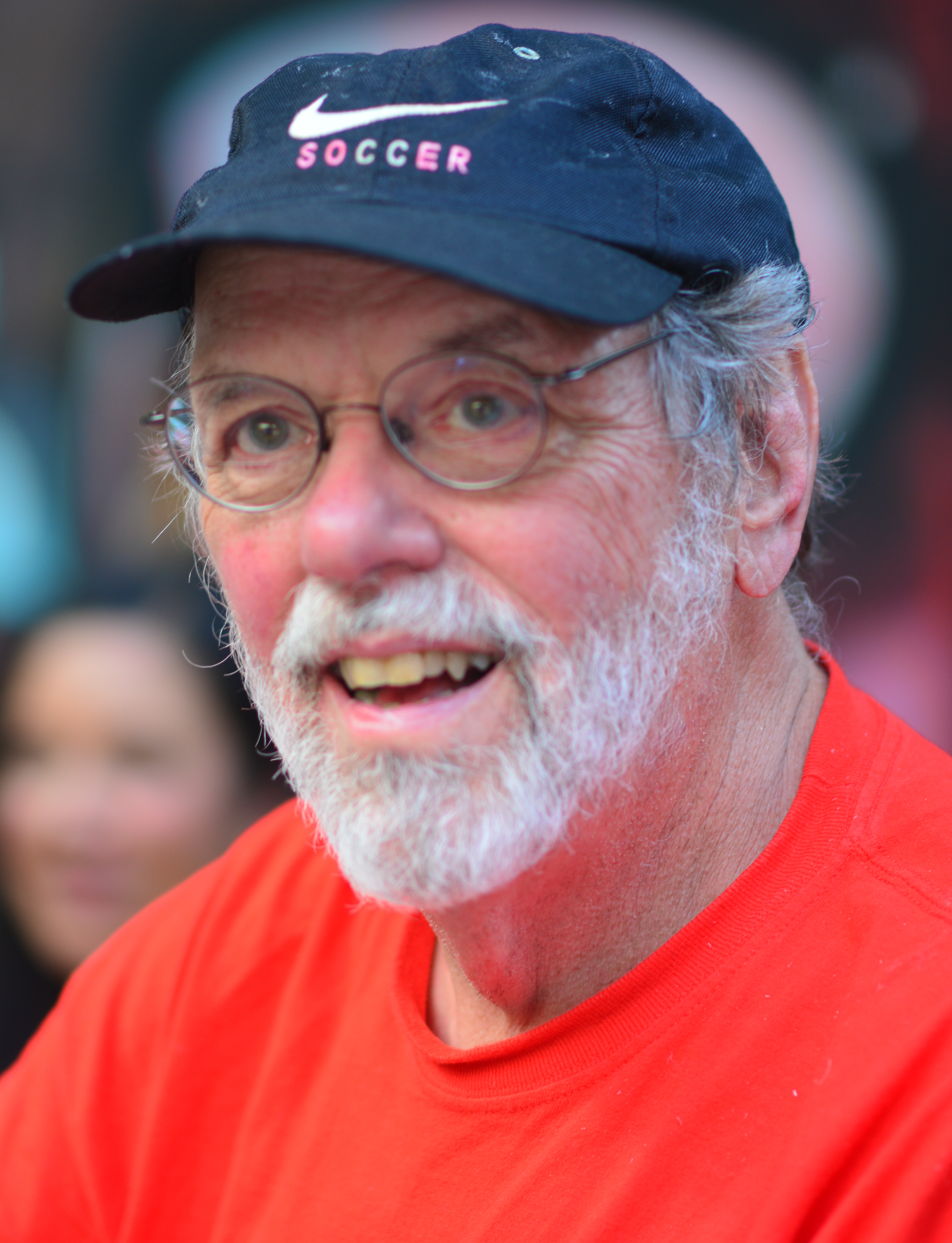
Cunningham el 2023

Com a precoç informàtic, docent, però també consultor en qüestions teòriques de desenvolupament de projectes, resumeix en aquests termes les raons que el van portar a crear el sistema wiki:
- Connectar les experiències de tots.
- Redescobrir, en un context multiusuari, la productivitat de creació i escriptura que havia obtingut en formalitzar el treball textual utilitzant una pila d'hipertargetes escrita per ell. (HyperCard era un programari publicat per l'empresa Apple a principis de la dècada de 1990 que permetia programar amb un paradigma visual. Molts usuaris d'Apple van descobrir la programació a través d'aquest programari d'usuari únic).
- Als éssers humans els agrada parlar, expressar-se. Un wiki us permet intervenir.
- Segons la seva opinió, llegir un document escrit, mentre evocava mentalment una idea com «bé, jo hauria afegit això», era frustrant. La wiki permet donar veu al «Sí, però…» que es pensa mentalment en llegir un document.
- Els fòrums de discussió, encara que permeten la intervenció de tots, veuen informació útil diluïda en el soroll de fons, arribant a perdre's del tot. Aleshores sorgeixen les mateixes preguntes i segueixen les mateixes respostes. Aquesta pèrdua de temps i energia acaba cansant els habituals del fòrum que l'abandonen. Per solucionar aquest problema, heu creat col·leccions de qüestions freqüents (Preguntes freqüents o FAQ en anglès). Aquestes col·leccions constitueixen una mina d'informació pura i útil, cosa que estalvia un temps considerable en llegir-les. Ward Cunningham havia notat l'existència d‟un sistema informàtic anomenat FAQ-O-Matic, que permetia acumular informació automàticament a la manera d‟una pregunta freqüent. Com que aquest sistema estava massa orientat a preguntes i respostes, Ward Cunningham va preferir avançar cap a un sistema de publicació literària col·laborativa. Així va néixer el concepte de wiki.

## Vida personal
Cunningham viu a Beaverton (Oregon). Té una llicència de classe extra de ràdio amateur emesa per la Comissió Federal de Comunicacions. El seu indicatiu és K9OX. Cunningham és el primer ambaixador per a un món millor de Nike.